# Bathyaploactis
Bathyaploactis is een geslacht van straalvinnige vissen uit de familie van fluweelvissen (Aploactinidae).

## Soorten
- Bathyaploactis curtisensis Whitley, 1933
- Bathyaploactis ornatissima Whitley, 1933